# Binh đoàn Đài Loan (Nhật Bản)
Đài Loan quân (kanji: 台湾軍, romaji: Taiwangun) là một binh đoàn đồn trú cấp quân đoàn của Lục quân Đế quốc Nhật Bản, quản lý và đồn trú tại Đài Loan.

## Lịch sử
Sau cuộc Chiến tranh Thanh-Nhật, Hiệp ước Shimonoseki được ký kết, triều đại nhà Thanh Trung Quốc chuyển giao quyền kiểm soát Đài Loan cho Đế quốc Nhật Bản. Chính phủ Nhật Bản đã thành lập Tổng đốc Đài Loan đặt trụ sở tại Đài Bắc. Một lực lượng quân sự thuộc Lục quân với tên gọi Lữ đoàn thủ bị hỗn hợp Đài Loan được điều động sang đồn trú để hỗ trợ Tổng đốc Đài Loan trong việc duy trì trị an. Năm 1907, Lữ đoàn được đổi tên thành Đài Loan thủ bị đội, tương đương cấp sư đoàn. Ngày 20 tháng 8 năm 1919, Tổng đốc Đài Loan được giao quyền kiểm soát các lực lượng quân sự tại địa phương, Đài Loan thủ bị đội được đổi tên thành Đài Loan quân.
Ban đầu là một lực lượng đồn trú có quân số tương đương cấp sư đoàn với bộ tư lệnh trực thuộc Đại bản doanh, Đài Loan quân được đặt dưới sự chỉ huy của Quân đoàn Viễn chinh Thượng Hải khi cuộc Chiến tranh Trung-Nhật bắt đầu năm 1937. Một bộ phận của Đài Loan quân, Lữ đoàn độc lập hỗn hợp Đài Loan, đã tham gia nhiều chiến dịch trên lục địa Trung Quốc, sau đó với sự tăng cường quân số, Lữ đoàn được nâng thành Sư đoàn Bộ binh 48. Đài Loan quân cũng được tăng cường biên chế tương đương cấp quân đoàn.
Cuối Chiến tranh thế giới thứ hai, với tình hình ngày càng xấu đi đối với Nhật Bản, ngày 22 tháng 9 năm 1944, Đài Loan quân được giải thể và các đơn vị trực thuộc được biên chế vào Phương diện quân 10 vừa thành lập, phòng thủ đảo Đài Loan chống lại sự tấn công của quân Đồng Minh.

## Danh sách chỉ huy

### Tư lệnh
|    | Tên                           | Từ                  | Đến                  |
| -- | ----------------------------- | ------------------- | -------------------- |
| 1  | Đại tướng Jiro Akashi         | 20 tháng 8 năm 1919 | 20 tháng 10 năm 1919 |
| 2  | Đại tướng Shiba Gorō          | 1 tháng 12 năm 1919 | 4 tháng 5 năm 1921   |
| 3  | Trung tướng Heitaro Fukuda    | 4 tháng 5 năm 1921  | 6 tháng 8 năm 1923   |
| 4  | Đại tướng Soroku Suzuki       | 6 tháng 8 năm 1923  | 20 tháng 8 năm 1924  |
| 5  | Trung tướng Takaichi Kanno    | 20 tháng 8 năm 1924 | 28 tháng 7 năm 1926  |
| 6  | Trung tướng Kunishige Tanaka  | 28 tháng 7 năm 1926 | 10 tháng 8 năm 1928  |
| 7  | Đại tướng Hishikari Takashi   | 10 tháng 8 năm 1928 | 3 tháng 6 năm 1930   |
| 8  | Đại tướng Watanabe Jotaro     | 3 tháng 6 năm 1930  | 1 tháng 8 năm 1931   |
| 9  | Trung tướng Saburo Hayashi    | 1 tháng 8 năm 1931  | 9 tháng 1 năm 1932   |
| 10 | Đại tướng Abe Nobuyuki        | 9 tháng 1 năm 1932  | 1 tháng 8 năm 1933   |
| 11 | Đại tướng Iwane Matsui        | 1 tháng 8 năm 1933  | 1 tháng 8 năm 1934   |
| 12 | Nguyên soái Hisaichi Terauchi | 1 tháng 8 năm 1934  | 2 tháng 12 năm 1935  |
| 13 | Trung tướng Yanagawa Heisuke  | 2 tháng 12 năm 1935 | 1 tháng 8 năm 1936   |
| 14 | Nguyên soái Hata Shunroku     | 1 tháng 8 năm 1936  | 2 tháng 8 năm 1937   |
| 15 | Trung tướng Mikio Tsutsumi    | 2 tháng 8 năm 1937  | 8 tháng 9 năm 1938   |
| 16 | Trung tướng Tomou Kodama      | 8 tháng 9 năm 1938  | 1 tháng 12 năm 1939  |
| 17 | Trung tướng Mitsuru Ushijima  | 1 tháng 12 năm 1939 | 2 tháng 12 năm 1940  |
| 18 | Trung tướng Homma Masaharu    | 2 tháng 12 năm 1940 | 6 tháng 11 năm 1941  |
| 19 | Đại tướng Ando Rikichi        | 6 tháng 11 năm 1941 | 17 tháng 9 năm 1945  |

### Tham mưu trưởng
|    | Tên                            | Từ                   | Đến                  |
| -- | ------------------------------ | -------------------- | -------------------- |
| 1  | Thiếu tướng Kōichiro Soda      | 20 tháng 8 năm 1919  | 25 tháng 2 năm 1921  |
| 2  | Thiếu tướng Kojiro Satoi       | 25 tháng 2 năm 1921  | 4 tháng 2 năm 1924   |
| 3  | Thiếu tướng Kinzo Watanabe     | 4 tháng 2 năm 1924   | 26 tháng 7 năm 1927  |
| 4  | Thiếu tướng Nenosuke Sato      | 26 tháng 7 năm 1927  | 24 tháng 4 năm 1930  |
| 5  | Thiếu tướng Takeshi Kosugi     | 24 tháng 4 năm 1930  | 11 tháng 4 năm 1932  |
| 6  | Thiếu tướng Yoshishige Shimizu | 11 tháng 4 năm 1932  | 18 tháng 3 năm 1933  |
| 7  | Thiếu tướng Kennosuke Otsuka   | 18 tháng 3 năm 1933  | 22 tháng 1 năm 1934  |
| 8  | Thiếu tướng Sumei Kuwaki       | 22 tháng 1 năm 1934  | 1 tháng 8 năm 1935   |
| 9  | Trung tướng Ryuhei Ogisu       | 1 tháng 8 năm 1935   | 1 tháng 3 năm 1937   |
| 10 | Thiếu tướng Masataka Hata      | 1 tháng 3 năm 1937   | 19 tháng 2 năm 1938  |
| 11 | Trung tướng Tanaka Hisakazu    | 19 tháng 2 năm 1938  | 8 tháng 9 năm 1938   |
| 12 | Thiếu tướng Kazuo Otsu         | 8 tháng 9 năm 1938   | 9 tháng 3 năm 1940   |
| 13 | Trung tướng Mikio Uemura       | 9 tháng 3 năm 1940   | 1 tháng 3 năm 1941   |
| 14 | Trung tướng Wachi Takaji       | 1 tháng 3 năm 1941   | 20 tháng 2 năm 1942  |
| 15 | Trung tướng Shichiro Higuchi   | 20 tháng 2 năm 1942  | 29 tháng 10 năm 1943 |
| 16 | Trung tướng Shinpachi Kondo    | 20 tháng 10 năm 1943 | 8 tháng 7 năm 1944   |
| 17 | Trung tướng Haruki Isayama     | 8 tháng 7 năm 1944   | 11 tháng 9 năm 1945  |

## Biên chế
Lữ đoàn bộ binh Đài Loan 1
Lữ đoàn bộ binh Đài Loan 2
Tiểu đoàn sơn pháo Đài Loan
Lữ đoàn cao xạ số 8
Trung đoàn xe tăng 1
Trung đoàn xe tăng 2
Trung đoàn xe tăng 6
Trung đoàn xe tăng 14
Trung đoàn Pháo binh dã chiến 3
Trung đoàn Pháo binh dã chiến 18
Trung đoàn tín hiệu 1
Sư đoàn Không quân 3
Lữ đoàn Không quân 3
Lữ đoàn Không quân 7
Lữ đoàn Không quân 10
Lữ đoàn Không quân 12
Sư đoàn Không quân 5
Lữ đoàn Không quân 4